# Хеопс
Хеопс (Хуфу) (дав.-гр. Χέωψ) — один з найвідоміших правителів стародавнього Єгипту. На його честь названо найбільшу піраміду.

## Біографія
Другий фараон четвертої династії Стародавнього царства Єгипту (2649—2599 до н. е.). Повним ім'ям Хуфу було «Хнум-Хуфу», що означає «Мене захищає бог Хнум». Нині більш відомий як Хеопс (за Геродотом). Також згадувався як Хембес (у Діодора), Суфіс I (Σοῦφις, Suphis) (у Манефона), Саофіс (у Ератосфена). Син фараона Снофру і Хетепхерес I.

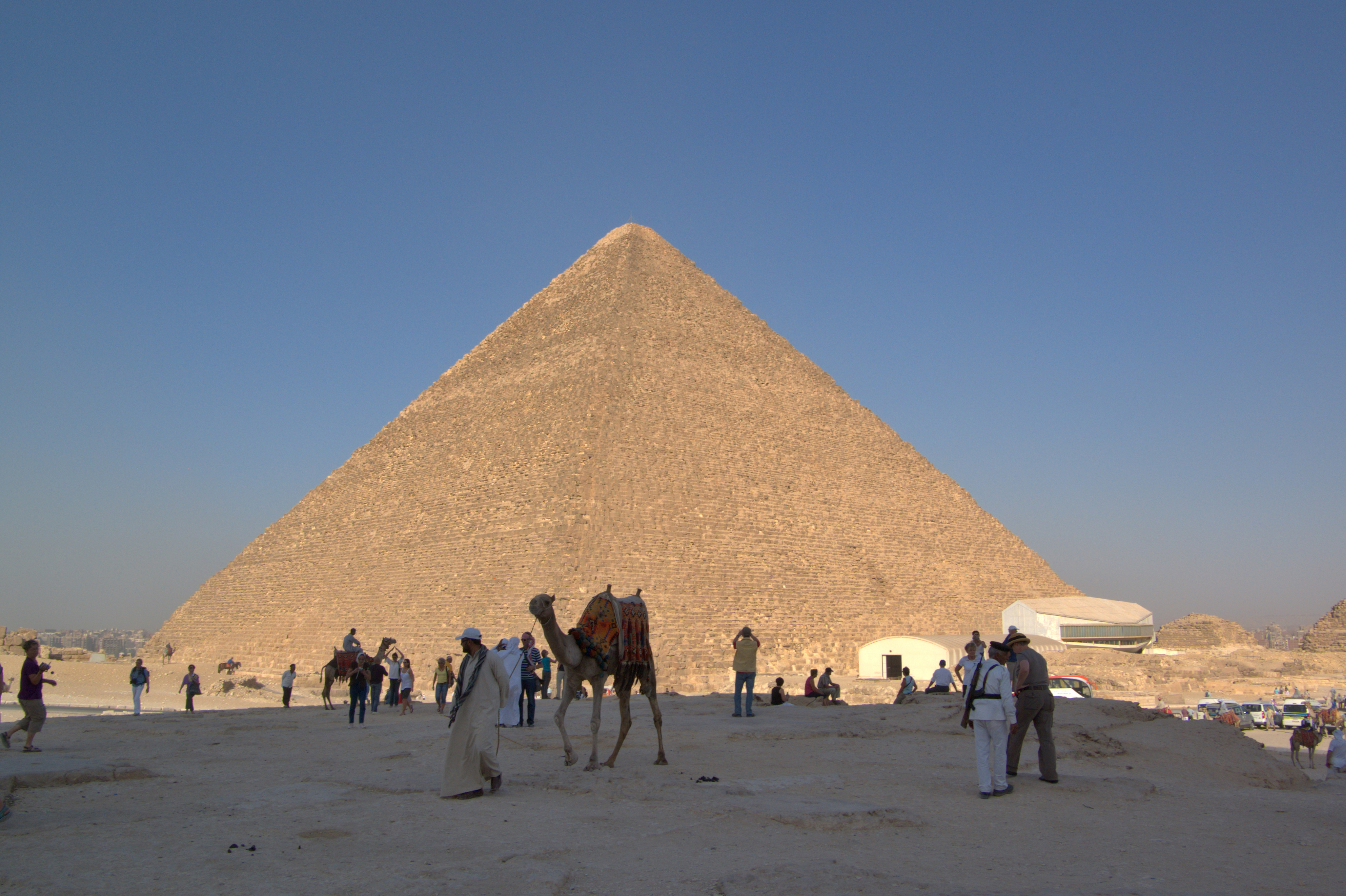
Піраміда Хеопса

За непевними свідченнями істориків античності за Хеопсом (Хуфу) закріпилася репутація жорстокого правителя, на противагу життєписам його батька Снофру та спадкоємців Хефрена (Хафра) і Мікеріна (Менкаура). Деякі історики припускають, що це сталося після того, як він розігнав організоване народне повстання, ініціаторами якого були люди, які просто хотіли захопити владу, їхньою метою було скинути Хеопса з престолу. Фараон заслужено покарав справжніх організаторів цього бунту, відіславши їх добувати каміння на Синайський півострів. Нащадки цих людей через декілька століть і «очорнили» Хеопса перед Геродотом, на основі праць якого і був сформований негативний образ фараона.[джерело?]
Діти Хеопса: Джедефра, Джедефхора, Каваба, Хафра (Хефрен), Банефра, Хуфухаеф (сини), Хетепхерес II, Мересанх II, Хамерернебті I (дочки).[джерело?]

## Діяльність
Хуфу, ймовірно, будівельник Великої піраміди в Гізі, царював за словами єгипетських жерців 50 років.[джерело?] Прижиттєві джерела, зображують Хеопса будівельником багатьох міст і поселень по березі річки, наприклад, Бухена (традиційно вважається, що Бухен був заснований під час Середнього царства, ймовірно, Сенусертом III). Якщо вірити наведеним джерелами, Хеопс відправив військову експедицію на Синайський півострів з метою нейтралізації місцевих кочових племен бедуїнів, що грабували торговців, і розробки покладів бірюзи. Того часу напис на камені на острові Елефантіна поблизу Асуана вказує на те, що фараон також виявляв цікавість до південних кордонів країни, де добувався асуанський рожевий граніт.